# Live in São Paulo
Live in São Paulo – podwójny album koncertowy brazylijskiej grupy metalowej Sepultura, zawierający nagrania z występu zespołu zarejestrowano 3 kwietnia 2005 w hali Olimpia w São Paulo. Ukazał się 8 listopada 2005 roku nakładem niemieckiej wytwórni SPV GmbH, podobnie jak DVD o tym samym tytule.

## Lista utworów
| CD 1 | CD 1                               | CD 1    |
| Nr   | Tytuł utworu                       | Długość |
| ---- | ---------------------------------- | ------- |
| 1.   | „Intro”                            | 04:51   |
| 2.   | „Apes of God”                      | 03:11   |
| 3.   | „Slave New World”                  | 03:37   |
| 4.   | „Propaganda”                       | 03:03   |
| 5.   | „Attitude”                         | 04:48   |
| 6.   | „Choke”                            | 03:27   |
| 7.   | „Inner Self / Beneath the Remains” | 04:55   |
| 8.   | „Escape to the Void”               | 04:29   |
| 9.   | „Mind War”                         | 03:16   |
| 10.  | „Troops of Doom”                   | 03:39   |
| 11.  | „Necromancer”                      | 03:29   |
|      |                                    | 42:45   |

| CD 2 | CD 2                               | CD 2    |
| Nr   | Tytuł utworu                       | Długość |
| ---- | ---------------------------------- | ------- |
| 1.   | „Sepulnation”                      | 03:52   |
| 2.   | „Refuse/Resist”                    | 03:07   |
| 3.   | „Territory”                        | 04:30   |
| 4.   | „Black Steel in the Hour of Chaos” | 03:49   |
| 5.   | „Bullet the Blue Sky”              | 04:58   |
| 6.   | „Reza”                             | 02:08   |
| 7.   | „Biotech Is Godzilla”              | 02:41   |
| 8.   | „Arise / Dead Embryonic Cells”     | 04:28   |
| 9.   | „Come Back Alive”                  | 02:18   |
| 10.  | „Roots Bloody Roots”               | 04:42   |
|      |                                    | 36:33   |

## Twórcy
- Sepultura:
  - Derrick Green – śpiew, gitara rytmiczna na "Apes of God" i "Mind War"
  - Andreas Kisser – gitara prowadząca
  - Paulo Jr. – gitara basowa
  - Igor Cavalera – perkusja
- Jairo Guedes – gitara na "Troops of Doom" i "Necromancer"
- Alex Camargo – śpiew na "Necromancer"
- B-Negao – śpiew (rap) na "Black Steel in the Hour of Chaos"
- Zé Gonzáles – scratch na "Black Steel in the Hour of Chaos"
- João Gordo – śpiew na "Reza" i "Biotech Is Godzilla"

## Single
1. Refuse/Resist (2005)

## Wideoklipy
- Refuse/Resist (live) - reż. Lecuck Ishida, 2005